# 里德波因特 (蒙大拿州)
里德波因特（英語：Reed Point）是位於美國蒙大拿州斯蒂爾沃特縣的普查規定居民點。

## 歷史
里德波因特的郵局自1906年營運至今。

## 人口
根據2020年美國人口普查的數據，里德波因特的面積為1.44平方千米，皆為陸地。當地共有人口177人，而人口密度為每平方千米122.92人。